# Ludwig von Rößler (Politiker)
Ludwig Rößler, seit 1827 Ludwig von Rößler (* 6. Juli 1809 in Wiesbaden; † 19. Dezember 1884 ebenda) war ein deutscher Jurist und Mitglied der Ersten Kammer der Landstände des Herzogtums Nassau.

## Leben
Ludwig von Rößler wurde als Sohn des nassauischen General-Domänendirektors Ludwig von Rößler (1785–1835) und dessen Ehefrau Christine Louise Vigelius (1811–1883) geboren und wuchs mit seinen Geschwistern Friedrich Christian (1811–1863), Albert (1815–1879) und Philipp (1828–1894) auf.
Nach dem Abitur am Gymnasium Philippinum Weilburg absolvierte er von 1824 bis 1830 ein Studium der Rechtswissenschaften an der Georg-August-Universität Göttingen und erhielt eine Anstellung als Akzessist bei der Zentralablösungskommission. Von 1841 an war er in der Landescreditkassendirektion beschäftigt.
Am 17. Dezember 1827 wurde er zusammen mit seinem Vater in den Königlich-bayerischen Adelsstand erhoben. Dieser Akt wurde am 28. Dezember 1827 durch die nassauische Regierung bestätigt.
1843 zu Regierungsrat ernannt, war er von 1849 bis 1858 als Landesbankdirektionsrat tätig und im direkten Anschluss daran nassauischer Hof- und Appellationsgerichtsrat am Hof- und Appellationsgericht Wiesbaden.
Nach der Annexion Nassaus durch Preußen im Jahre 1866 kam dieses Gericht in die Hände der neuen Machthaber. Dieses Amt übte von Rößler bis zu seiner Pensionierung im Jahre 1868 aus.
Von 1864 bis 1866 hatte er ein für den Freiherrn von Dungern Mandat für die Erste Kammer der Landstände des Herzogtums Nassau.